# Cara Gee
Cara Gee (Calgary, 1983) es una actriz canadiense de cine, teatro y televisión. Inició su carrera principalmente en el teatro, debutando en la televisión canadiense en un episodio de la serie policíaca King en 2012. Un año después apareció en la serie Republic of Doyle. Interpretó el papel de la escritora Emily Brontë en la película de 2017 The Carmilla Movie y apareció junto a Harrison Ford en la cinta de 2020 The Call of the Wild. Es conocida por su papel de Camina Drummer en la serie The Expanse desde 2017.

## Filmografía

### Cine y televisión
| Año       | Título                         | Papel           | Notas                            |
| --------- | ------------------------------ | --------------- | -------------------------------- |
| 2012      | King                           | Alicia Pratta   | Episodio: "Alicia Pratta"        |
| 2013      | Republic of Doyle              | Sydney Morrison | Episodio: "Brothers in Arms"     |
| 2013      | Empire of Dirt                 | Lena            | Largometraje                     |
| 2014      | Strange Empire                 | Kat Loving      | Papel principal                  |
| 2016      | Inhuman Condition              | Tamar           | Papel principal                  |
| 2017      | The Carmilla Movie             | Emily Brontë    | Largometraje                     |
| 2017      | The Neddeaus of Duqesne Island |                 | Serie web                        |
| 2017      | We Forgot to Break Up          | Isis Wong       | Cortometraje                     |
| 2017      | Letterkenny                    | Shyla           | Episodio: "Way to a Man's Heart" |
| 2017–2022 | The Expanse                    | Camina Drummer  | Papel recurrente                 |
| 2020      | The Call of the Wild           |                 | Largometraje                     |